# Droga krajowa B273 (Niemcy)
Droga federalna nr B273 (niem. Bundesstraße 273, B273) – droga krajowa w Niemczech, w kraju związkowym Brandenburgia.
Droga swój początek ma w Poczdamie, przy skrzyżowaniu z drogami B1 i B2. B273 łączy się z niemiecką autostradą A11 w okolicach Bernau bei Berlin. Droga pełni funkcję niejako drugiego ringu berlińskiego od strony północno-zachodniej. Ma około 77 kilometrów.
W czasach istnienia NRD na odcinku Uetz-Paaren (węzeł Potsdam-Nord) – Nauen – Oranienburg – Wandlitz pełniła rolę drogi tranzytowej tego kraju.
Obecnie składa się z trzech oddzielnych fragmentów. 1 stycznia 2015 roku trasa pomiędzy węzłem Kremmen z autostradą federalną A24, a drogą federalną B96 została zdegradowana do drogi krajowej L170 (niem. Landesstraße 170).